# Rota (ilha)
Rota (Chamorro: Luta) também conhecida como "a ilha pacífica", é uma ilha situada nas Ilhas Marianas do Norte. É a mais meridional das ilhas que fazem parte da Comunidade das Ilhas Marianas do Norte, pertencente aos Estados Unidos da América. Está ligeiramente a nordeste do território de Guam. Songsong é a maior localidade da ilha, seguida por Sinapalo (Sinapalu). Rota tem flora e fauna diversa. 

## Dados
- Área: 85,38 km²
- Dimensões (aproximadas): 
  - 16,9 km de comprimento
  - 4,8 km  de largura
- Perímetro: 61,6 km
- Ponto mais alto: Monte Manira - 495 m
- População: 2477 (2010)
- Distâncias:
  - a Guam - 76 km para sul
  - a Tinian - 101 km para norte
  - a Saipan - 117 km para norte